# LISA Pathfinder
LISA Pathfinder (SMART-2) war ein Forschungs- und Erprobungssatellit der ESA zum Test der Messgeräte und Technologien für die geplante Mission  Laser Interferometer Space Antenna (LISA). Mit dem Satelliten wurden Techniken zum Nachweis von Gravitationswellen erprobt. Dazu war es nötig, dass frei schwebende Testmassen in einem bisher nicht gekannten Maße gegeneinander bewegungslos sind. Hauptziel war die Demonstration, dass die angewendete Technik und Messmethode in der Praxis funktioniert. Dieses Ergebnis war durch Tests und Simulationen am Boden oder in einer erdnahen Umlaufbahn nicht erreichbar, sondern ausschließlich durch eine Raummission zu einem Punkt, an dem das Erdgravitationsfeld aufgehoben ist.
In einer frühen Planung noch als SMART-2 benannt, sollte mit dem Satelliten auch Technik für das Darwin-Weltraumteleskop getestet werden. Das Darwin-Projekt ging jedoch nicht über Planungen hinaus, sodass dafür keine Techniktests nötig wurden.

## Technik und Instrumente
Der Satellit wurde von EADS Astrium gebaut und von IABG in Ottobrunn getestet. Außer der ESA waren noch mehrere nationale Weltraumagenturen finanziell und mit Technolgiebeiträgen beteiligt, speziell Italien (ASI); Deutschland (DLR, Albert-Einstein-Institut ); das vereinigte Königreich (UKSA); Frankreich (CNES); Spanien (CDTI); Schweiz (SSO); und Niederlande (SRON).
Um Gravitationswellen mit einem Gravitationswellendetektor nachweisen zu können, müssen die Instrumente Gravitationsänderungen in der Größenordnung von 10−16 g und Entfernungsänderungen in einer Größenordnung von 10−12 m in einem Frequenzbereich von 0,001 bis 0,1 Hz erfassen können. Bei LISA Pathfinder begnügte man sich mit einer um eine Größenordnung geringeren Messgenauigkeit. Während LISA Distanzmessungen zwischen Satelliten durchführen soll, die etwa 5 Millionen Kilometer voneinander entfernt sind, maß LISA Pathfinder den Abstand zweier Referenzkörper innerhalb des Satelliten. Überprüft wurde die Funktion der Messgeräte und des Messprinzips – aufgrund des geringen Abstands der Testmassen wurde ein Nachweis von Gravitationswellen für LISA Pathfinder nicht erwartet.
Als Messinstrument diente ein 64 × 38 × 38 cm großes und 150 kg schweres Technologietestgerät an Bord des Satelliten, das im Wesentlichen aus einer speziellen optischen Bank und diversen Mess-, Steuerungs- und Kontrollsystemen besteht. Vor dem Start wurde das gesamte Raumfahrzeug präzise gewogen, um die Masse, den Schwerpunkt und die Trägheitsmomente zu kennen. Die Sonde enthält zwei Vakuumbehälter und jeweils eine würfelförmige Testmasse aus einer Gold-Platin-Legierung von Heraeus mit 46 mm Kantenlänge und 1,96 kg Masse, welche bei der Messung darin frei in einem Abstand von etwa 40 cm schweben. Hauptnutzlast ist neben den Testmassen ein Laserinterferometer, welches den Abstand der beiden Würfel bestimmt. Es besteht aus einem 20 × 20 cm großen Block aus Zerodur-Glaskeramik mit 22 Spiegeln und Strahlteilern. Das Laserlicht wird über zwei Glasfasern in die Bank eingespeist.
Zur exakten Lageregelung des Satelliten werden elektrische Triebwerke (Field Emission Electric Propulsion) eingesetzt. In diesem Fall sind es schwache Ionentriebwerke mit Cäsium als Antriebsmedium mit einer Schubkraft von 0,1 bis 150 µN, die aber nur außerhalb der Messzeiten verwendet werden durften.

## Mission

Polaransicht der Flugbahn

Der Start war zunächst für 2008 vorgesehen, wurde dann mehrfach verschoben und erfolgte schließlich am 3. Dezember 2015 mit einer Vega-Rakete.
Nach dem erfolgreichen Start und dem Erreichen der endgültigen Position wurde am 22. Januar 2016 der Raketenmotor abgeworfen. Der Raketenmotor mit dem Resttreibstoff hätte durch seine Eigenmasse die Messergebnisse verfälschen können. LISA Pathfinder befand sich für den Test in einem 500 000 km × 800 000 km Lissajous-Orbit um den Sonne-Erde-Librationspunkt L1 im Abstand von ca. 1,5 Mio km von der Erde. Seit dem 22. Februar 2016 befanden sich die beiden Testmassen im „freien Fall“ innerhalb der Messapparatur, ohne jegliche Beeinflussung von außen. Nach dem Lösen der mechanischen Verbindungen waren diese bis dahin noch mit elektrostatischen Kräften auf Position gehalten worden. Wissenschaftliche Untersuchungen begannen am 8. März 2016.
Während des freien Falls wurden zwei unterschiedliche Antriebstechnologien eingesetzt und getestet: einmal Kaltgas-Micronewton-Antrieb und der Colloidal-Micronewton-Antrieb der NASA. Beide Systeme geben nur minimale Schubkräfte ab, die den Satelliten entsprechend den Würfeln im Inneren nachführten. Zum Test gehörten auch verschiedene Experimente, um die beiden Testmassen künstlich gegeneinander abzulenken. Das Testsystem sollte darauf entsprechend reagieren und Stärke und Richtung der einwirkenden Kräfte berechnen. Als letztes Experiment wurde der Mechanismus zum Einfangen und Loslassen der Testmassen extremen Tests ausgesetzt, um die technologischen Grenzen auszutesten.
Im April 2017 wurde ein vorläufiges Deorbit-Manöver durchgeführt, das die Sonde in einen heliozentrischen Friedhofsorbit transferiert. LISA Pathfinder erfasste noch bis zum 30. Juni 2017 Daten und wurde am 18. Juli 2017 deaktiviert.

## Ergebnisse
Am 7. Juni 2016 gab die ESA die Ergebnisse der ersten zwei Monate des wissenschaftlichen Betriebs bekannt – die erzielte Messgenauigkeit übertraf die Anforderungen um das Fünffache und ist bereits nahe an den geplanten Anforderungen für LISA.
Am 7. Dezember 2016 begann nach zwischenzeitlichen Tests eines neuartigen Antriebs eine zweite Phase wissenschaftlichen Betriebs, die dem besseren Verständnis des Systems und damit möglicher Reduktion von Störsignalen diente. Primär ging es dabei um zwei Rauschquellen. Unterhalb von 0,6 mHz dominieren noch nicht verstandene Folgeeffekte von Triebwerksmanövern, zwischen 0,6 und 50 mHz dominieren in der Messkammer eingeschlossene Luftmoleküle, die mit den Testmassen kollidieren. Durch besseres Verständnis der Sonde bzw. das Entweichen von Luftmolekülen in den Weltraum konnte eine deutliche Verbesserung erreicht werden. Oberhalb von 50 mHz dominierte Sensorrauschen, das aber bereits um einen Faktor 100 unter den Anforderungen liegt und daher keine Rolle mehr spielte.
Am 5. Februar 2018 veröffentlichte die ESA die finalen Ergebnisse; die Messgenauigkeit konnte durch das zwischenzeitliche Entweichen störender Luftmoleküle und das bessere Verständnis von Störquellen nochmals gesteigert werden und übertrifft nun auch die für die eigentliche LISA-Mission anvisierte Messgenauigkeit.
Im Testbetrieb konnte der Einfluss von kosmischen Partikelstrahlungen gemessen werden, hauptsächlich von elektrisch geladenen Partikeln wie Protonen und Elektronen. Ein NASA-Team benutzte LISA Pathfinder als Detektor für Mikrometeoriten. Jeder Einschlag in die Sonde verursacht eine kleine Bewegung des Satelliten gegenüber den Würfeln im Inneren. Die Elektronik gleicht nun diese Verschiebung aus, indem die Triebwerke eingesetzt werden. Aus diesen Daten lassen sich wiederum Impuls und Richtung des Staubteilchens gewinnen. Durch längere Beobachtung lassen sich statistische Daten gewinnen über die Staubverteilung am L1-Punkt, was wiederum Prognosen über die Belastung durch Mikrometeoriten zukünftiger Missionen zum L1-Punkt zulässt. Da auch die Richtung, aus der Staubteilchen auftreffen ermittelt wird, erhofft man sich Erkenntnisse über die Verteilung von Staubteilchen außerhalb der Erdumlaufbahn. Da L1 ca. 1,5 Mio. km von der Erde entfernt ist, geht man davon aus, dass dort erheblich weniger Mikrometeoriten sind, als in Erdnähe.
Die Ergebnisse flossen in die 2017 getroffene Entscheidung des ESA-Wissenschaftskommitees ein, die LISA-Mission nach JUICE und Athena als dritte Large-Class Mission der ESA vorzuschlagen. Large-Class Missionen zeichnen sich aus durch die aufwendige Neuentwicklung von Technologie, haben lange Vorbereitungszeiten, lange Laufzeiten und einen großen Kostenrahmen von rund 1 Mrd. Euro, sodass nur ca. ein solches Projekt pro Jahrzehnt umgesetzt werden kann. Die Durchführung der LISA-Mission wurde im Januar 2024 beschlossen.